# Guardians of the Galaxy Vol. 2 (soundtrack)
Guardians of the Galaxy Vol. 2: Awesome Mix Vol. 2 (Original Motion Picture Soundtrack) is het soundtrackalbum voor de Marvel Studios-film Guardians of the Galaxy Vol. 2. Met de nummers die aanwezig zijn op de mixtape van Peter Quill in de film, werd het album op 21 april 2017 uitgebracht door Hollywood Records. Een apart filmmuziekalbum, Guardians of the Galaxy Vol. 2 (Original Score), gecomponeerd door Tyler Bates, werd op dezelfde datum ook uitgebracht door Hollywood Records. Awesome Mix Vol. 2 was het achtste best verkochte album van 2017 in de Verenigde Staten met 600.000 exemplaren.

## Guardians of the Galaxy Vol. 2: Awesome Mix Vol. 2 (Original Motion Picture Soundtrack)
Het nummer "Guardians Inferno" werd geschreven door filmregisseur James Gunn en filmcomponist Tyler Bates.

### Tracklijst
| 1.                 | Mr. Blue Sky                | Electric Light Orchestra                | 5:03 |
| 2.                 | Fox on the Run              | The Sweet                               | 3:25 |
| 3.                 | Lake Shore Drive            | Aliotta Haynes Jeremiah                 | 3:49 |
| 4.                 | The Chain                   | Fleetwood Mac                           | 4:27 |
| 5.                 | Bring It On Home to Me      | Sam Cooke                               | 2:43 |
| 6.                 | Southern Nights             | Glen Campbell                           | 2:57 |
| 7.                 | My Sweet Lord               | George Harrison                         | 4:37 |
| 8.                 | Brandy (You're a Fine Girl) | Looking Glass                           | 3:03 |
| 9.                 | Come a Little Bit Closer    | Jay and the Americans                   | 2:46 |
| 10.                | Wham Bam Shang-A-Lang       | Silver                                  | 3:32 |
| 11.                | Surrender                   | Cheap Trick                             | 4:14 |
| 12.                | Father and Son              | Cat Stevens                             | 3:39 |
| 13.                | Flash Light                 | Parliament                              | 4:28 |
| 14.                | Guardians Inferno           | The Sneepers featuring David Hasselhoff | 3:16 |
| Totale duur: 51:59 |                             |                                         |      |

## Guardians of the Galaxy Vol. 2 (Original Score)

### Tracklijst
Alle muziek gecomponeerd door Tyler Bates.

| 1.                 | Showtime a-Holes                | 1:27 |
| 2.                 | vs the Abilisk                  | 2:35 |
| 3.                 | The Mantis Touch                | 1:53 |
| 4.                 | Space Chase                     | 3:20 |
| 5.                 | Family History                  | 3:48 |
| 6.                 | Groot Expectations              | 1:57 |
| 7.                 | Mammalian Bodies                | 1:50 |
| 8.                 | Starhawk                        | 1:49 |
| 9.                 | Two-Time-Galaxy Savers          | 3:01 |
| 10.                | I Know Who You Are              | 4:20 |
| 11.                | Ego                             | 2:47 |
| 12.                | Kraglin and Drax                | 1:34 |
| 13.                | The Expansion                   | 1:05 |
| 14.                | Mary Poppins and the Rat        | 3:07 |
| 15.                | Gods                            | 1:28 |
| 16.                | Dad                             | 2:28 |
| 17.                | A Total Hasselhoff              | 2:01 |
| 18.                | Sisters                         | 2:05 |
| 19.                | Guardians of the Frickin Galaxy | 0:59 |
| Totale duur: 43:34 |                                 |      |